# Vanvoorstia
Genre
Synonymes
- Sonderia F.von Müller, 1890[2]

Vanvoorstia est un genre d’algues rouges de la famille des Delesseriaceae.

## Liste d'espèces
Selon AlgaeBase (4 février 2019) et World Register of Marine Species (4 février 2019) :
- Vanvoorstia bennettiana (Harvey) Papenfuss, 1956
- Vanvoorstia coccinea Harvey ex J.Agardh, 1863
- Vanvoorstia incipiens De Clerck, M.J.Wynne & Coppejans, 1999
- Vanvoorstia pocockiae Papenfuss, 1947
- Vanvoorstia spectabilis Harvey, 1854  (espèce type)